# Vladimir Bulatov
Pour les articles homonymes, voir Boulatov.
Vladimir Bulatov ou Vladimir Boulatov(en russe : Владимир Георгиевич Булатов, Vladimir Gueorguievitch Boulatov ; né le 30 juin 1929 à Novossibirsk et décédé le 19 février 1976) est un athlète soviétique spécialiste du saut à la perche. Affilié au Spartak Minsk, il mesurait 1,77 m pour 77 kg.

## Biographie
Le 18 juillet 1959 à Naltchik, il bat le record d'Europe du saut à la perche en franchissant 4,62 m. Il franchira 4,64 m à Philadelphie le 18 juillet 1959 mais le record n'est pas ratifié par l'Association européenne d'athlétisme.

### Palmarès
| Date | Compétition           | Lieu      | Résultat | Performance |
| ---- | --------------------- | --------- | -------- | ----------- |
| 1956 | Jeux olympiques d'été | Melbourne | 9e       | 4,15 m      |
| 1958 | Championnats d'Europe | Stockholm | 3e       | 4,50 m      |

### Records
| Épreuve          | Performance | Lieu         | Date            |
| ---------------- | ----------- | ------------ | --------------- |
| Saut à la perche | 4,64 m      | Philadelphie | 18 juillet 1959 |